# Station Herregårdsparken
Station Herregårdsparken is een spoorweghalte aan de noordwestkant van de stad Hjørring in Denemarken. De halte werd geopend in 2004 en ligt aan de lijn Hjørring - Hirtshals. 